# 神戸市立御影小学校
神戸市立御影小学校（こうべしりつ みかげしょうがっこう）は、兵庫県神戸市東灘区御影石町3丁目にある公立小学校。

## 沿革
- 1873年（明治6年） - 上東790番地に御影小学校が開校。
- 1884年（明治17年） - 上中708番地3に校舎新築。
- 1891年（明治24年） - 東明小学校を合併。
- 1909年（明治42年） - 現在地に新校舎竣工。
- 1919年（大正8年） - 御影第一尋常小学校と改称。御影第二尋常小学校を分離する。
- 1920年（大正9年） - 高等部を併設、御影第一尋常高等小学校と改称。
- 1938年（昭和13年）7月 - 阪神大水害により校地が埋没する。
- 1941年（昭和16年）4月 - 御影第一国民学校と改称。
- 1945年（昭和20年）
  - 6月 - 神戸大空襲により校舎全焼。児童集団疎開。
  - 11月 - 御影第一国民学校と御影第二国民学校を統合。授業は6箇所に分かれて行なった。
- 1947年（昭和22年） - 御影町立御影小学校に改称。
- 1948年（昭和23年） - 木造校舎が竣工。
- 1950年（昭和25年）4月 - 武庫郡御影町が神戸市へ編入されたのに伴い、神戸市立御影小学校と改称。
- 1952年（昭和27年） - 校旗・校歌を制定。野外音楽堂を中庭に建設。
- 1955年（昭和30年） - 神戸市立御影北小学校を分離。
- 1962年（昭和37年） - プール竣工。
- 1968年（昭和43年）6月1日 - 住所表示が御影石町3丁目になる。
- 1976年（昭和51年） - 新校舎（現・南校舎）が竣工。
- 1980年（昭和55年） - 新校舎（北校舎・東校舎・体育館）が竣工。
- 1995年（平成7年）1月 - 阪神・淡路大震災発生。児童6名死亡、1名重傷。校内に避難所を開設、約1300名が避難。

## 通学区域
- 神戸市東灘区[1]
  - 御影石町1 - 3丁目、御影塚町1 - 4丁目、御影中町1・3・5・7丁目、御影浜町、御影本町1 - 8丁目

## 校区内の主な施設など
- 神戸市立御影中学校（進学先中学校）
- 国道2号
- 石屋川
- 御影クラッセ
- ABCみかげ保育園
- 神戸市立御影幼稚園
- 神戸市立御影保育所

## アクセス
- 阪神本線石屋川駅から東へ200m
- 神戸市バス（16・36系統）御影公会堂前から南東へ200m
- 阪神バス（西宮神戸線）上石屋から南東へ200m

## 通学区域が隣接している学校
- 神戸市立住吉小学校
- 神戸市立御影北小学校
- 神戸市立成徳小学校
- 神戸市立西郷小学校
- 神戸市立向洋小学校 （海を挟んで隣接。）

## 関係者

### 出身者
- 武光誠（明治学院大学名誉教授）